# Western Comics
Western Comics fu una serie a fumetti western pubblicata dalla DC Comics. Il fumetto western più longevo di DC Comics, vide la pubblicazione di 85 numeri totali dal 1948 al 1961. Western Comics fu una serie antologica, che vide protagonisti personaggi come il cowboy viandante Wyoming Kid, il tutore della legge nativo americano Pow Wow Smith, il Cowboy Marshal, Jim Sawyer, lo showman Rodeo Rick e Matt Savage, Trail Boss. Il Vigilante mascherato Greg Saunders comparve nei primi quattro numeri della serie, ma fu presto rimpiazzato dall'itinerante aggiustatutto Nighthawk.
Gli autori più noti inclusero gli scrittori Don Cameron, Gardner Fox e France Herron; e gli illustratori Carmine Infantino, Gil Kane, Howard Sherman e Leonard Starr.

## Storia di pubblicazione
Withney Ellsworth fu l'editore del fumetto per la maggior parte della sua pubblicazione, assistito da Julius Schwartz, che prese in mano le redini dell'edizione per gli ultimi due anni. Originariamente il fumetto ospitava quattro o più storie per ogni numero, ma a partire dal n. 70 (luglio/agosto 1958), Western Comics ridusse i numeri di storie a tre. L'infrequente presente colonna di lettere che comparve nel fumetto fu intitolata "The Hitching Post".

## Personaggi ricorrenti
- Wyoming Kid: co-creato da Jack Schiff e Howard Sherman, Bill Polik è un cowboy errante del west alla ricerca degli assassini di suo padre. Bill, con il suo cavallo Racer, migliora la sua abilità con la pistola mentre lavora come vaccaro, cavalcatore di rodeo, esploratore dell'esercito, e così via, portando finalmente gli assassini alla giustizia[2]. Eroe buono per natura, Wyoming Kid comparve in ogni numero di Western Comics, comparendo spesso sulla copertina nei primi numeri. Fu così popolare nella serie che le sue avventure furono narrate anche in World's Finest Comics dal 1949 al 1953.
- Pow Wow Smith: spostato da Detective Comics, il personaggio comparve per la prima volta in Western Comics n. 43 (gennaio/febbraio 1954), divenendo a quel punto una figura principale, comparendo spesso in copertina. Comparve in ogni numero dal n. 43 fino al termine della serie.
- Nighthawk: il cowboy mascherato Hannibal Hawkes comparve in ogni numero di Western Comics dal n. 5 (settembre/ottobre 1948) al n. 76 (luglio/agosto 1959).
- Rodeo Rick: co-creato dall'illustratore Howard Post, le avventure di Rick e del suo cavallo Comet furono successivamente narrate dagli scrittori Gardner Fox e France Herron, e dagli artisti Jimmy Thompson, Ramona Fradon e Tom Cooke. Rick comparve nella maggior parte dei numeri di Western Comics dal n. 1 a n. 69 (maggio/giugno 1958). Per un breve periodo nei numeri successivi, indossò un costume e fu noto come "Masked Raider"[1].
- Cowboy Marshal, Jim Sawyer: il Cowboy Marshal comparve in ogni numero della serie dal n. 1 al n. 42 (novembre/dicembre 1953).
- Matt Savage, Trail Boss: creato da Gardner Fox, Gil Kane e Joe Giella, il personaggio fu un'aggiunta successiva a Western Comics (prendendo il posto di Nighthawk[3]) nel n. 77 (settembre/ottobre 1959), ma fu parte delle copertine della serie fino all'ultimo numero. Fu poi stabilito che Matt era il padre di Scalphunter, e fu anche correlato al Luogotenente Steve Savage, il pilota della Prima Guerra Mondiale che comparve in All-American Men of War[3].